# 大科洛德諾
49°59′33″N 24°17′10″E / 49.99250°N 24.28611°E
大科洛德諾（羅馬化：Velyke Kolodno）是烏克蘭的城鎮，位於該國西部利沃夫州，由舍普季茨基區若夫坦齊市鎮負責管轄，始建於1550年，面積2.44平方公里，2001年人口1,221，人口密度每平方公里501.23人。